# Российская государственная библиотека
Росси́йская госуда́рственная библиоте́ка (ФГБУ РГБ) (с 1924 по 22 января 1992 года носила название Государственная библиотека СССР имени В. И. Ленина) — одна из национальных библиотек Российской Федерации, крупнейшая публичная библиотека в России и континентальной Европе и одна из крупнейших библиотек мира, расположенная в Москве; ведущее научно-исследовательское учреждение в области библиотековедения, библиографии и книговедения, методический и консультативный центр российских библиотек всех систем (кроме специальных и научно-технических), центр рекомендательной библиографии.
Основана 19 июня (1 июля) 1862 года в составе Московского публичного музея и Румянцевского музея. Со времени образования получает обязательные экземпляры отечественных изданий. 24 января 1924 года переименована в Российскую библиотеку имени В. И. Ленина. 6 февраля 1925 года преобразована в Государственную библиотеку СССР имени В. И. Ленина, с 22 января 1992 года носит современное название.

## История

### Библиотека Румянцевского музея
Румянцевский музей, учреждённый в 1828 году и основанный в 1831 году в Санкт-Петербурге, с 1845 года входил в состав Императорской публичной библиотеки. Музей находился в бедственном положении. Хранитель Румянцевского музея В. Ф. Одоевский предложил перевезти Румянцевские коллекции в Москву, где они были бы востребованы и сохранены. Записку Одоевского о тяжёлом положении Румянцевского музея, направленную на имя министра государственного двора, «случайно» увидел Н. В. Исаков и дал ей ход.
23 мая (4 июня) 1861 года Комитет министров принял постановление о переводе Румянцевского музея в Москву и о создании Московского публичного музеума. В 1861 году началось комплектование и организация фондов и перемещение Румянцевских коллекций из Петербурга в Москву.
Значительная роль в становлении Московского публичного и Румянцевского музеев принадлежала петербургским библиотекам и прежде всего Императорской публичной библиотеке, чей директор М. А. Корф лично поручил В. Ф. Одоевскому составить записку о бедственном положении Румянцевского музея в Петербурге и возможности перевода его в Москву, и желая «явить новый знак своего искреннего сочувствия и содействия к дальнейшему преуспению Московской публичной библиотеки, ходатайствовал об обращении в неё книг».
В своём письме от 28 июля (9 августа) 1861 года, М. А. Корф писал Н. В. Исакову, что «считает себе за честь быть участником основания в Москве публичной библиотеки». Вслед за Императорской публичной библиотекой, другие библиотеки и организации Санкт-Петербурга оказывали содействие библиотеке музеев при её образовании. Российская академия наук, Петербургская духовная академия, Департамент Генерального штаба помогали Московскому публичному и Румянцевскому музеям, библиотеке в первые годы их становления.
Многие тома русских, иностранных, первопечатных книг из дублетов Императорской публичной библиотеки в ящиках с реестрами, каталожными карточками отправлялись во вновь создаваемую библиотеку в Москве. Сюда же отправлялись дублеты из переданных в Императорскую публичную библиотеку фондов Императорского Эрмитажа.
При поддержке министра народного просвещения Е. П. Ковалевского генерал-губернатор П. А. Тучков и попечитель Московского учебного округа Н. В. Исаков приглашали всех москвичей принять участие в становлении вновь создаваемого «Музея наук и искусств». Они обращались за помощью к московским обществам — дворянскому, купеческому, мещанскому, к издательствам, к отдельным гражданам. Многие москвичи вызвались помочь долгожданной библиотеке и музеям. Более 300 книжных и рукописных коллекций, отдельных ценных даров вошло в фонд Московского публичного и Румянцевского музеев.
19 июня (1 июля) 1862 года императором Александром II было утверждено «Положение о Московском публичном музее и Румянцевском музее», ставшее первым юридическим документом, определившим управление, структуру, направления деятельности, поступление в библиотеку музеев обязательного экземпляра, штатное расписание впервые создаваемого в Москве общедоступного музея с публичной библиотекой, входившей в состав этого музея.
Кроме библиотеки, Московский публичный и Румянцевский музеи включали в себя отделения рукописей, редких книг, христианских и русских древностей, отделения изящных искусств, этнографическое, нумизматическое, археологическое, минералогическое отделения.
На базе книжной и рукописной коллекций Московского публичного и Румянцевского музеев были созданы книжный и рукописный фонд.
В 1869 году император Александр II утвердил первый и единственный до 1917 года Устав Московского публичного и Румянцевского музеев, и Положение о штатах Музеев.
В первые 56 лет истории Музеев здесь служили: штатные чины; прикомандированные для занятий в Музеях лица, причисленные к Министерству народного просвещения; сверхштатные чиновники 10-го класса; нижние служители; вольнотрудящиеся из платы по найму; лица, трудившиеся на пользу Музеев безвозмездно. Первые женщины в штате Музеев появились только в 1917 году. До этого они были только в составе вольнотрудящихся и нижних служителей.
Штатную должность дежурного при читальном зале последнюю четверть XIX века занимал философ, основоположник русского космизма Н. Ф. Фёдоров, видевший в Музеях «опытное поле» для своих философских идей, для создания Философии общего дела. Он помогал читателям внимательным отношением к их запросам и в беседах с ними. К. Э. Циолковский считал Фёдорова своим «университетом». Л. Н. Толстой говорил, что он гордится тем, что жил в одно время с Н. Ф. Фёдоровым. В 1898 году Н. Ф. Фёдоров подал прошение об отставке.
Во времена служения Н. Ф. Фёдорова хранителями отделений Музеев были: Н. Г. Керцелли (1870—1880 — хранитель Дашковского этнографического музея при Музеях; действительный член многих российских научных обществ) продолжал работу К. К. Герц, хранитель коллекции изящных искусств; Г. Д. Филимонов (1870—1898 — хранитель отделения христианских и русских древностей Музеев, действительный член многих российских и иностранных учёных обществ); продолжал работу хранитель этнографического кабинета К. И. Ренар; В. Ф. Миллер (1885—1897 — хранитель Дашковского этнографического музея, ординарный профессор Московского университета по кафедре сравнительного языкознания и санскритского языка), оставил службу в Московском публичном и Румяцевском музеях по случаю назначения его на должность директора Лазаревского института восточных языков, ординарный академик Петербургской Академии наук (1911) И. В. Цветаев, работавший в Музеях в 1882—1910 годах.
Хранителями отделения рукописей и старопечатных книг, с которым на протяжении всей своей истории библиотека была особенно тесно связана, были А. Е. Викторов, Д. П. Лебедев, С. О. Долгов. Д. П. Лебедев в 1879—1891 годах — сначала помощник А. Е. Викторова по отделению рукописей, а после кончины Викторова заменил его на посту хранителя отделения.
Историк, археограф Д. П. Лебедев внёс большой вклад в раскрытие, описание рукописных коллекций из фонда Музеев, в том числе собрания своего наставника и учителя А. Е. Викторова. С. О. Долгов, историк, археолог, археограф, автор многих учёных трудов, в 1883—1892 годах — помощник хранителя отделения рукописей.
31 декабря 1894 (12 января 1895) года у Музеев впервые появился покровитель. Им стал император Николай II. С самого начала попечителем Московского публичного и Румянцевского музеев становился один из великих князей. Члены императорской фамилии избирались почётными членами Музеев. Они нередко посещали Музеи, оставляя записи в Книге почётных гостей.
В 1913 году отмечалось 300-летие дома Романовых. К этому же времени было приурочено и празднование 50-летия Московского публичного и Румянцевского музеев. Императорская семья внесла большой вклад в развитие книжного и рукописного фонда музеев.
В соответствии с высочайшим решением, Московский публичный и Румянцевский музеи стали именоваться Императорский Московский и Румянцевский музей. В связи с празднованием 300-летия дома Романовых, Государственная дума в ходе обсуждения юбилейных мероприятий приняла решение о создании Всероссийского народного музея, роль которого были призваны сыграть Московский публичный и Румянцевский музеи. С того же года библиотека Музея впервые стала получать деньги на комплектование фонда.
В феврале 1917 года Императорский Московский и Румянцевский музей был переименован в Государственный Румянцевский музей (ГРМ).

### Библиотека Государственного Румянцевского музея
Перенос большевиками в марте 1918 года столицы в Москву изменил статус библиотеки ГРМ, которая вскоре становится главной библиотекой страны.
В 1918 году в библиотеке ГРМ были организованы межбиблиотечный абонемент и справочно-библиографическое бюро.
В 1919 году постановлением Совнаркома Государственному Румянцевскому музею на его развитие отпускаются значительные средства, что позволило увеличить штат, создать научные отделы, привлечь к работе ведущих учёных, приступить к созданию новых советских таблиц библиотечно-библиографической классификации, построению на их основе систематического каталога.
К началу 1920-х годов библиотека ГРМ была уже сложившимся культурным, научным центром.
Уже в 1920 году в библиотеке создаётся секретный отдел, доступ к фондам которого был ограничен. В этом отделе сохранялись книги, владельцы которых уехали из России после революции, книги крупных учёных, писателей с «философского парохода» 1922 года, участников многочисленных групп и ассоциаций деятелей культуры от РАППа до союзов интеллигенции, жертв борьбы с формализмом в литературе и искусстве, многих репрессированных. В условиях драматических изменений в классовой структуре общества, идеологических чисток и репрессий библиотека сумела сохранить фонд специального хранения.
В 1921 году библиотека становится государственным книгохранилищем. Библиотека приняла участие в реализации Постановления ЦИК 1918 года «Об охране библиотек и книгохранилищ», включив в свои фонды брошенные, бесхозяйные, национализированные книжные коллекции. В силу этого фонд библиотеки с 1 млн 200 тысяч единиц на 1 (13) января 1917 год вырос до 4 млн единиц, которые требовалось не просто разместить на недостаточных площадях, но и обработать, сделать доступными для читателей.
Пользуясь благоприятными условиями, предоставленными ей как главной библиотеке страны (Постановление Совнаркома от 14 июля 1921 года «О порядке приобретения и распространения иностранной литературы», другие постановления), библиотека ведёт работу по комплектованию иностранной литературой и прежде всего иностранными периодическими изданиями.
Создание СССР, формирование многонациональной советской культуры предопределили одно из важнейших направлений комплектования фонда библиотеки — собирание литературы на всех письменных языках народов СССР. Был создан восточный отдел с сектором литературы народов СССР, в короткие сроки организована обработка этой литературы, создана соответствующая система каталогов, обработка литературы и каталоги были максимально приближены к читателю.
Получение библиотекой с 1922 году двух обязательных экземпляров всех печатных изданий на территории государства позволяло, в том числе оперативно предоставлять читателям не только литературу на языках народов СССР, но и её переводы на русский язык.

### Библиотека имени В. И. Ленина

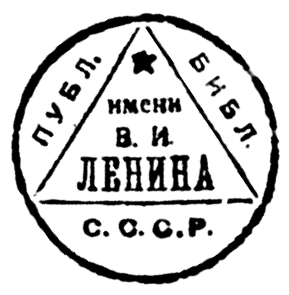
Печать библиотеки, 1920-е

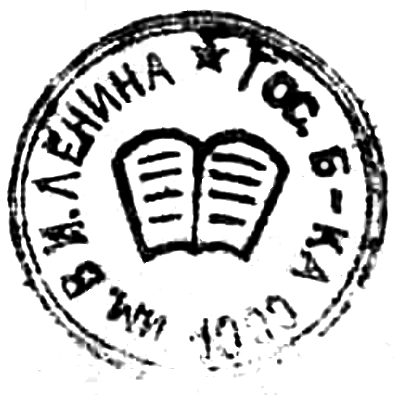
Печать библиотеки, 1930-е

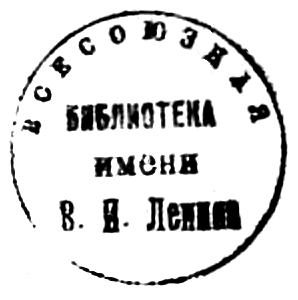
Печать библиотеки, 1940-е

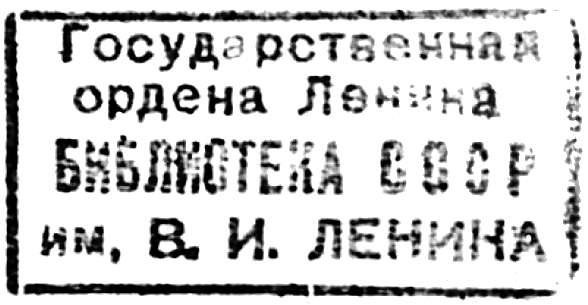
Печать библиотеки, после 1945 г.

В 1924 году на базе Государственного Румянцевского музея создана Российская публичная библиотека имени В. И. Ульянова (Ленина).
С 1925 года она носит название Государственная библиотека СССР имени В. И. Ленина (ГБЛ).
3 мая 1932 года Постановлением Совнаркома РСФСР Библиотека включена в число научно-исследовательских учреждений республиканского значения.
В 1940 году было принято постановление Оргбюро ЦК ВКП(б) «О литературной критике и библиографии», в котором был поставлен вопрос неудовлетворительной работы в области рекомендательной библиографии. Постановление обязало библиотеку осуществлять рекомендательно-библиографической деятельностью. На основании постановления, в 1941 году в рамках научно-библиографического отдела была создана группа рекомендательной библиографии.
В первые дни Великой Отечественной войны, 27 июня 1941 года было принято постановление ЦК ВКП(б) и СНК СССР «О порядке вывоза и размещения людских контингентов и ценного имущества». Библиотека немедленно приступила к подготовке эвакуации своих наиболее ценных фондов. Директор Библиотеки Н. Н. Яковлев был назначен уполномоченным Наркомпроса по эвакуации библиотечных и музейных ценностей из Москвы. Из «Ленинки» было эвакуировано около 700 тысяч единиц (редкие и особо ценные издания, рукописи). Отобранные и упакованные книги и рукописи сначала под Нижний Новгород, затем в Молотов, сопровождала группа сотрудников ГБЛ.
За неполный первый военный год (июль 1941 — март 1942) библиотека направляет в разные страны, прежде всего в англоязычные, 546 писем с предложением обмена, и из ряда стран согласие было получено. В 1942 году библиотека имела книгообменные отношения с 16 странами, со 189 организациями. Наиболее интенсивно обмен вёлся с Англией и США.
В мае 1942 года для более полного учёта и приведения в надлежащую систему важнейших библиографических ресурсов — каталогов и картотек, библиотека приступила к их паспортизации, завершив её ещё до окончания войны. Велась работа по созданию сводного каталога зарубежных изданий библиотек Москвы.
24 мая 1942 года торжественно открыт детский читальный зал.
В 1943 году был создан отдел детской и юношеской литературы.
В 1944 году фонды библиотеки были реэвакуированы и снова встали на полки хранилищ. В том же году были учреждены Книга почёта и Доска почёта.
В феврале 1944 года в библиотеке был создан отдел гигиены и реставрации с научно-исследовательской лабораторией при нём. Группа рекомендательной библиографии научно-библиографического отдела была получила статус самостоятельного отдела.
С 1944 года был решён вопрос о передаче библиотеке кандидатских и докторских диссертаций. Фонд активно комплектовался и за счёт покупки антикварной отечественной и мировой литературы.

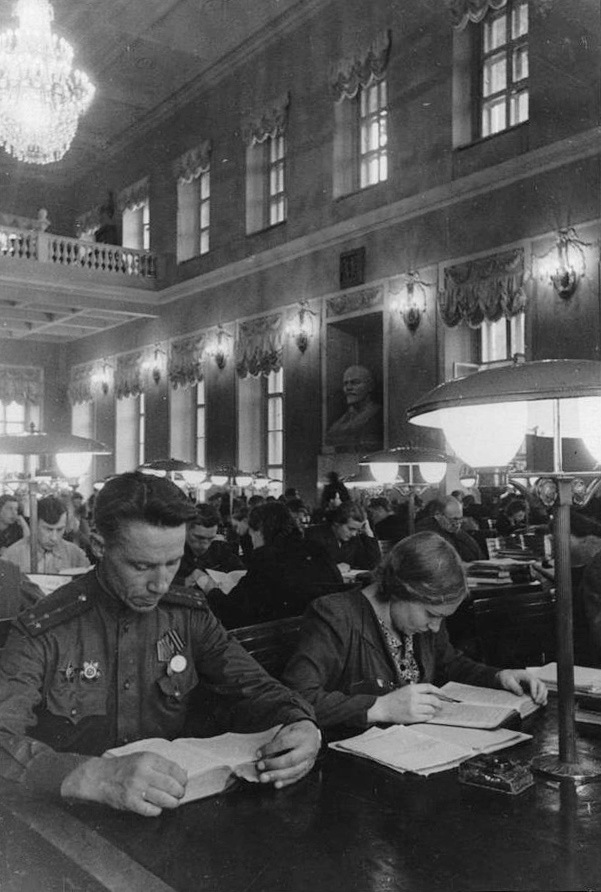
Демобилизованный из Красной армии капитан Н. П. Каличкин и студентка юридического института Л. Т. Андрианова в читальном зале Всесоюзной государственной библиотеки им. В. И. Ленина. 1945 г.

29 марта 1945 года, за выдающиеся заслуги в деле собирания и хранения книжных фондов и обслуживания книгой широких масс населения (в связи с 20-летием преобразования Библиотеки Румянцевского музея в Государственную библиотеку СССР имени В. И. Ленина) библиотека награждена орденом Ленина. Одновременно орденами и медалями была отмечена большая группа сотрудников библиотеки.
В 1946 году ставится вопрос о создании сводного каталога русской книги.
18 апреля 1946 года в конференц-зале состоялась первая в истории библиотеки читательская конференция.
В 1947 году утверждается «Положение о сводном каталоге русской книги крупнейших библиотек СССР» и «План работ по составлению сводного каталога русской книги крупнейших библиотек СССР», создаётся методсовет при ГБЛ из представителей Государственной публичной библиотеки им. М. Е. Салтыкова-Щедрина, Библиотеки Академии наук, Всесоюзной книжной палаты и ГБЛ, организуется сектор сводных каталогов в рамках отдела обработки ГБЛ, началась работа по подготовке базы для сводного каталога русской книги XIX века.
В том же году вступил в строй 50-метровый вертикальный конвейер для перевозки книг, пущен электрический поезд и ленточный транспортёр для доставки требований из читальных залов в книгохранилище. Начата работа по обслуживанию читателей фотокопиями. Для чтения микрофильмов был организован небольшой кабинет, оборудованный двумя советскими и одним американским аппаратом.

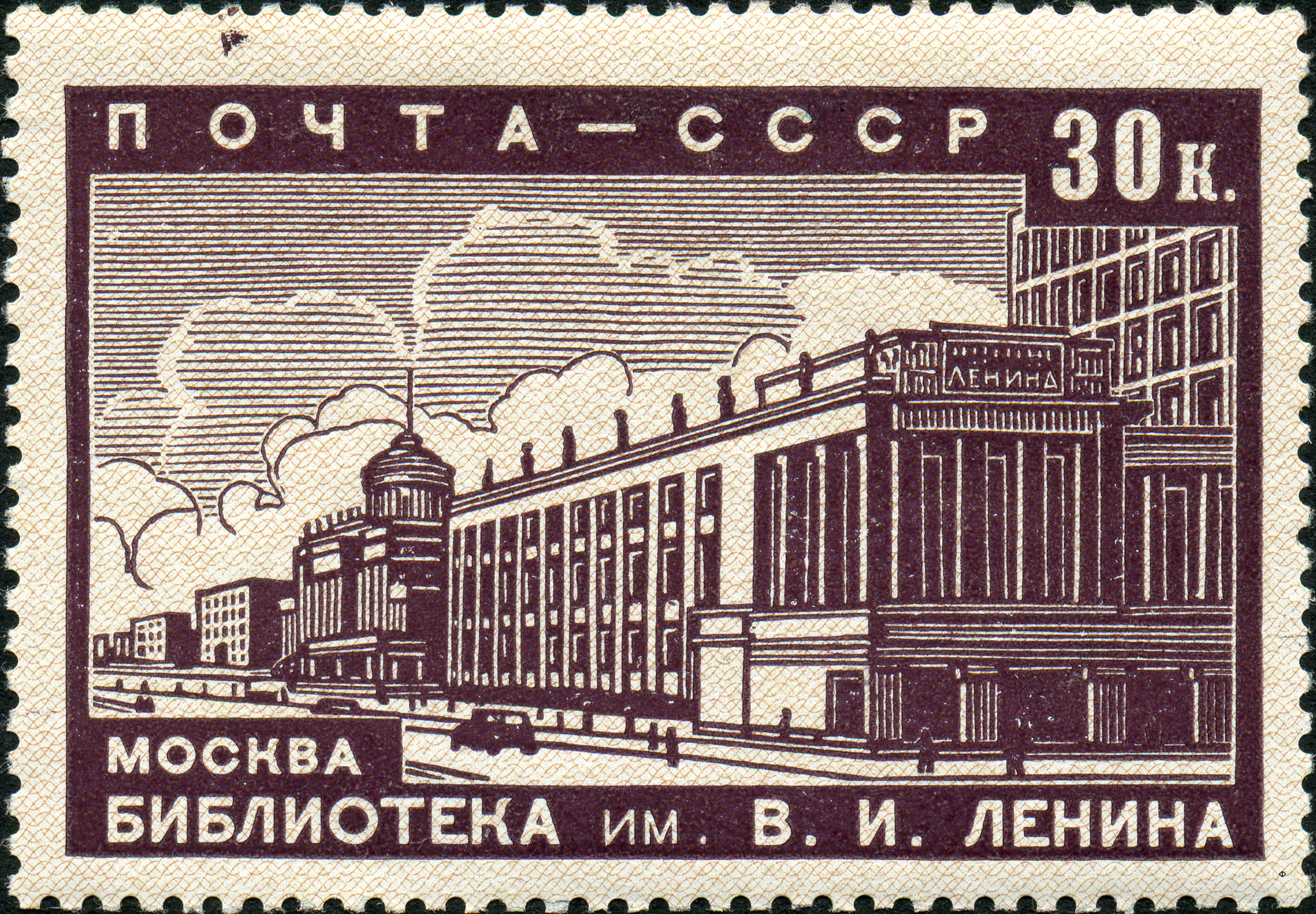
Почтовая марка, 1939 год. Серия «Реконструкция Москвы»

30 декабря 1952 года Комитет по делам культурно-просветительных учреждений при Совете Министров РСФСР утвердил новый «Устав Государственной ордена В. И. Ленина библиотеки СССР им. В. И. Ленина».
В апреле 1953 года в связи с образованием Министерства культуры РСФСР и расформированием Комитета по делам культпросветучреждений при Совете министров РСФСР библиотека передана из ведения Комитета по делам культурно-просветительных учреждений при Совете министров РСФСР в ведение Министерства культуры РСФСР.
В 1955 году сектор картографии начал выпускать и распространять печатную карточку на поступающие в библиотеку карты и атласы по обязательному экземпляру. В том же году был возобновлён международный абонемент.
В 1956 году в Москве состоялся Первый всесоюзный семинар по изучению ББК. В библиотеке начали систематизацию новых поступлений по ББК и организовали второй ряд каталога.
В 1957—1958 годах в новых помещениях были открыты читальные залы № 1, 2, 3 и 4.
В 1959 году приказом Министерства культуры РСФСР была образована редакционная коллегия по изданию таблиц ББК. В течение 1960—1968 годов были опубликованы 25 выпусков (в 30 книгах) первого издания таблиц ББК для научных библиотек.

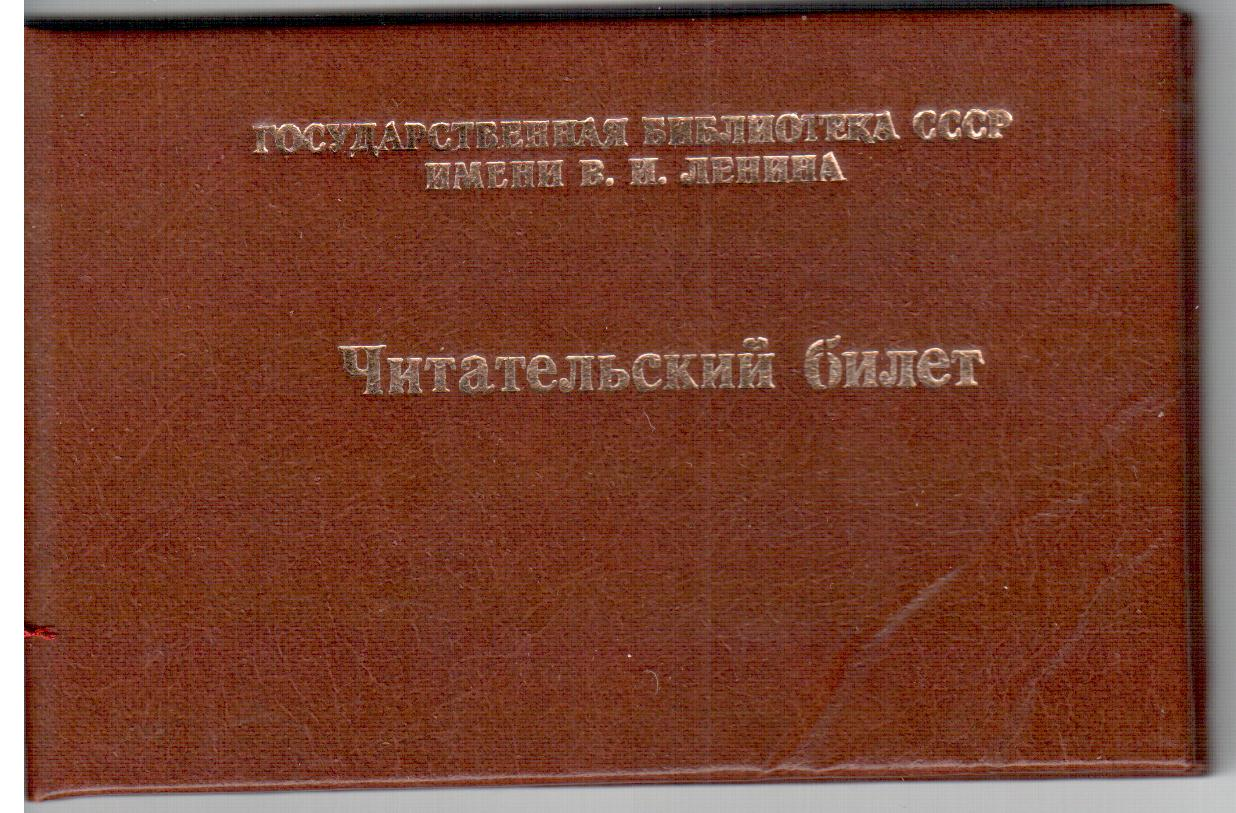
Читательский билет (1990 год)

В 1959—1960 годах сформировалась система отраслевых читальных залов, подсобные фонды научных залов переведены на систему открытого доступа. В середине 1960-х годов в библиотеке действовали 22 читальных зала на 2330 мест.
В 1962—1967 годах издан сводный каталог русских книг гражданской печати XVIII века в 5 томах.
В 1964 году библиотека передана в ведение Министерства культуры СССР.
6 февраля 1973 года, согласно приказу Министра культуры СССР № 72, был утверждён новый устав ГБЛ.
В 1973 году Библиотека имени В. И. Ленина награждена высшей наградой Болгарии — орденом «Георгия Димитрова».
В феврале 1975 года было отмечено 50-летие преобразования Румянцевской публичной библиотеки в Государственную библиотеку СССР имени В. И. Ленина.
В 1989 году был упразднён отдел рекомендательной библиографии.
В 1991 году библиотека стала одним из основных организаторов LVII сессии ИФЛА в Москве.

### Российская государственная библиотека

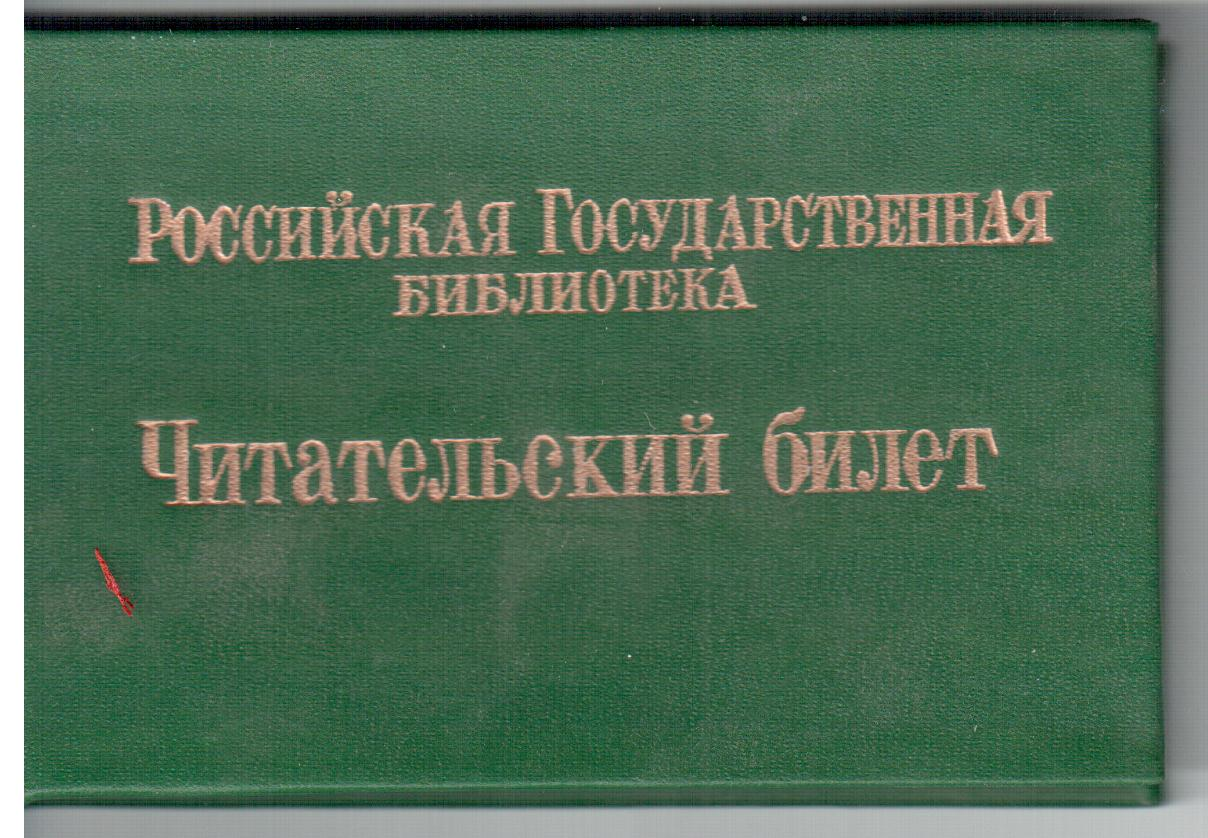
Читательский билет (1993 год)

22 января 1992 года указом Президента РФ ГБЛ была преобразована в Российскую государственную библиотеку. Тем не менее над центральным входом в библиотеку была сохранена плита со старым названием.
В 1993 году отдел изоизданий стал одним из учредителей Московской ассоциации библиотек по искусству (МАБИС).
В 1994 году Федеральный закон «О библиотечном деле» определил равный статус двух крупнейших библиотек России — Российской национальной в Петербурге и Российской государственной в Москве.
В 1995 году библиотека начинает проект «Культурное наследие России» («Память России»).
В 1996 году утверждена «Стратегия модернизации Российской государственной библиотеки».
3 марта 2001 года утверждён новый Устав РГБ. Внедрение новых носителей информации, информационных технологий изменяет технологические процессы.
Рассматривался вопрос об объединении РГБ и РНБ,  в результате чего было принято решение объединение не производить.

### Руководство
Директора библиотеки:
- 1910—1921 — Василий Голицын
- 1921—1924 — Анатолий Виноградов
- 1924 — Дмитрий Егоров (во главе временной комиссии)
- 1924—1935 — Владимир Невский
- 1935—1939 — Елена Розмирович
- 1939—1943 — Николай Яковлев[18]
- 1943—1953 — Василий Олишев[18]
- 1953—1959 — Павел Богачёв[18]
- 1959—1969 — Иван Кондаков[18]
- 1969—1972 — Оган Чубарьян[18]
- 1972—1979 — Николай Сикорский[18]
- 1979—1990 — Николай Карташов[18]
- 1990—1992 — Анатолий Волик[18]
- 1992—1996 — Игорь Филиппов[18]
- 1996 — Татьяна Ершова
- 1996—1998 — Владимир Егоров
- 1998—2009 — Виктор Фёдоров
- 2009—2016 — Александр Вислый[19]
- 2016—2018 — Владимир Гнездилов
- с 2018 — Вадим Дуда

## Современная структура
Генеральный директор — Дуда, Вадим Валерьевич
Управление системой фондов (УСФ):
- Отдел хранения основных фондов (ФБ);
- Отдел комплектования отечественной литературой (ООК);
- Отдел комплектования иностранной литературой (ОИК);
- Отдел комплектования сетевых удалённых ресурсов (СУР);
- Отдел обменно-резервных фондов (ОРФ);

Управление специализированных отделов (УСО):
- Отдел изоизданий (ИЗО);
- Отдел картографических изданий (КГР);
- Отдел микроформ (ОМФ);
- Отдел нотных изданий и звукозаписей (МЗ);
- Научно-исследовательский отдел редких книг (Музей книги) (МК);
- Научно-исследовательский отдел рукописей (НИОР);
- Отдел военной литературы (ОВЛ);
- Отдел литературы русского зарубежья и изданий ДСП (РЗ);
- Отдел официальных и нормативных изданий (ОФН);
- Отдел литературы по библиотековедению, библиографоведению и книговедению (ОБЛ);
- Отдел электронной библиотеки (ОЭБ);
- Центр восточной литературы (ЦВЛ);

Управление по химкинскому комплексу (УХК):
- Отдел газет (ОГ);
- Отдел диссертаций (ОД);

Управление системой каталогов (УСК):
- Отдел каталогизации (ОКЗ);
- Отдел предварительной каталогизации (ОПК);
- Отдел организации и использования каталогов (ОРК);

Управление автоматизации и библиотечных технологий (УАБТ):
- Отдел поддержки автоматизированных информационных библиотечных систем (ОПА);
- Научно-исследовательский отдел развития компьютерных технологий и лингвистического обеспечения (РКТ);
- Научно-исследовательский отдел поддержки форматов машиночитаемых данных (ФМД);
- Технологический отдел (ТО);

Управление информационных ресурсов (УИР):
- Отдел «Национальная электронная библиотека» (НЭБ);
- Отдел поддержки электронных библиотек (ОПЭБ);
- Отдел сканирования (ОСК);
- Отдел технического контроля качества сканирования (ОТК);
- Отдел развития и использования когнитивных технологий (РИКТ);

Управление информационных технологий (УИТ):
- Отдел исследования компьютерных систем (ИКС);
- Отдел технической поддержки доступа к электронным ресурсам (ОПД);
- Отдел поддержки интернет-технологий (ОПИТ);
- Отдел поддержки программного обеспечения (ОППО);
- Научно-исследовательский центр развития библиотечно-библиографической классификации (НИЦ ББК);
- Отдел библиотечного обслуживания (ОБС);
- Отдел использования электронных ресурсов (ИЭР);
- Отдел справочно-библиографического обслуживания (СБО);
- Центр МБА и доставки документов (ЦАДД);
- Научно-исследовательский отдел библиотековедения (ОБВ);
- Научно-исследовательский отдел книговедения (ОКВ);
- Научно-исследовательский отдел библиографии (ОБГ);
- Научно-исследовательский центр по культуре и искусству (НИЦ КИ);
- Отдел организации выставочных работ (ОВР);
- Отдел межбиблиотечного взаимодействия с библиотеками России и стран СНГ (МБРС);
- Отдел зарубежного библиотековедения и международных библиотечных связей (МБС);
- Учебный центр послевузовского и дополнительного профессионального образования специалистов (УЧ);

Редакционно-издательский отдел периодических изданий (РИОПИ);
Редакция журнала «Восточная коллекция» (ЖВК);
Управление материального и технического обеспечения (УМТО):
- Научно-исследовательский центр консервации и реставрации документов (НИЦКД);
- Отдел полиграфии (ОП);
- Отдел микрофотокопирования (ОМФ);
- Отдел материально-технического снабжения (ОМТС);
- Сектор таможенного оформления (СТО).

## Комплекс зданий библиотеки
Комплекс зданий Российской государственной библиотеки располагается в историческом районе Старое Ваганьково, в Белом городе Москвы. В него входят главное здание с 19-ярусным книгохранилищем и Пашков дом.

### Пашков дом

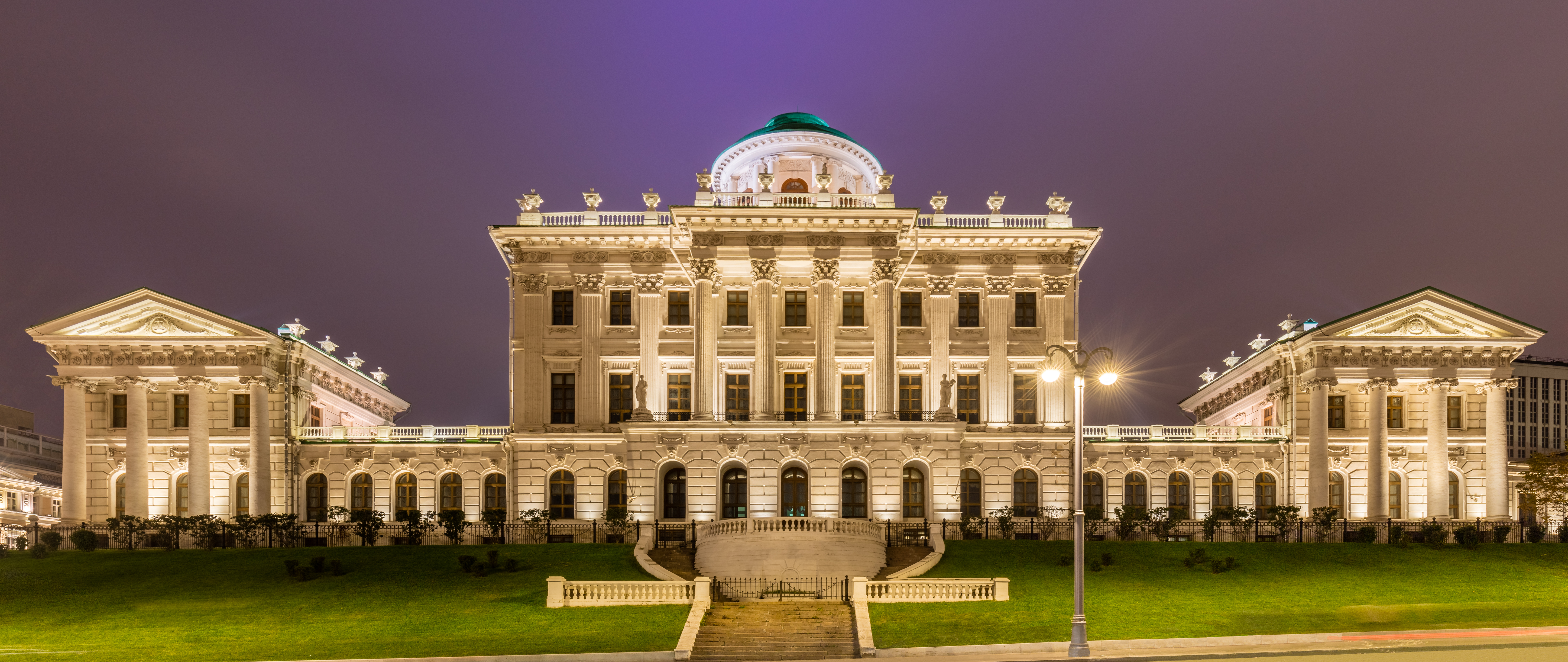
Пашков дом на Моховой, 26 — старейшая часть комплекса зданий библиотеки

Пашков дом был построен в 1784—1786 годах по заказу капитан-поручика лейб-гвардии Семёновского полка П. Е. Пашкова по проекту архитектора В. И. Баженова. В 1861 году дом был передан для хранения коллекций и библиотеки Румянцевского музея. В 1921 году, в связи с поступлением в музей после революции более 400 личных библиотек, реквизированных советским правительством, все отделы музея были выведены из Пашкова дома. В нём осталась библиотека, впоследствии преобразованная в Публичную библиотеку СССР им. В. И. Ленина. Здание было отведено под отдел редких рукописей. В 1988—2007 годах Пашков дом не использовался из-за проводившегося там ремонта.

### Главное здание

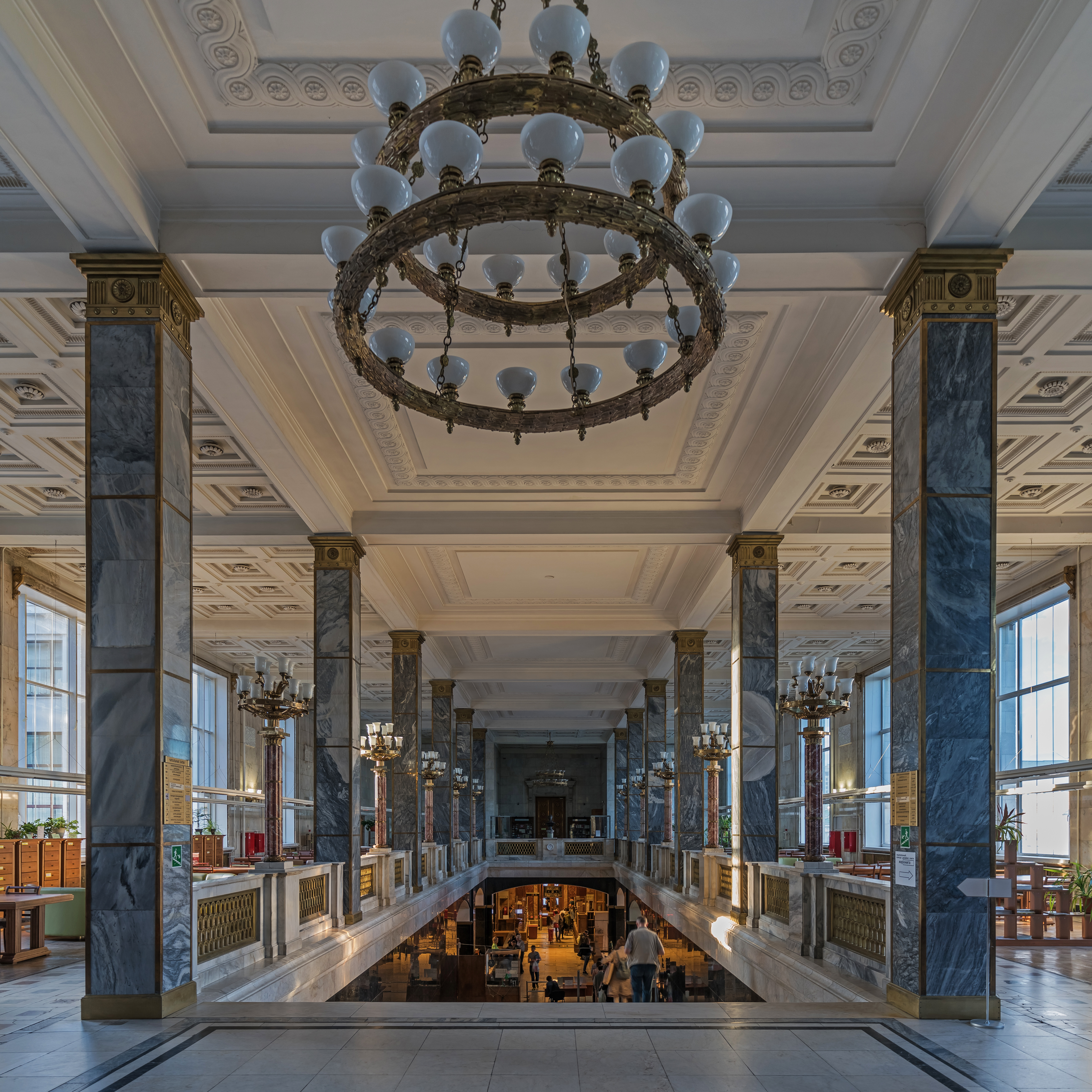
Вестибюль и парадная лестница библиотеки

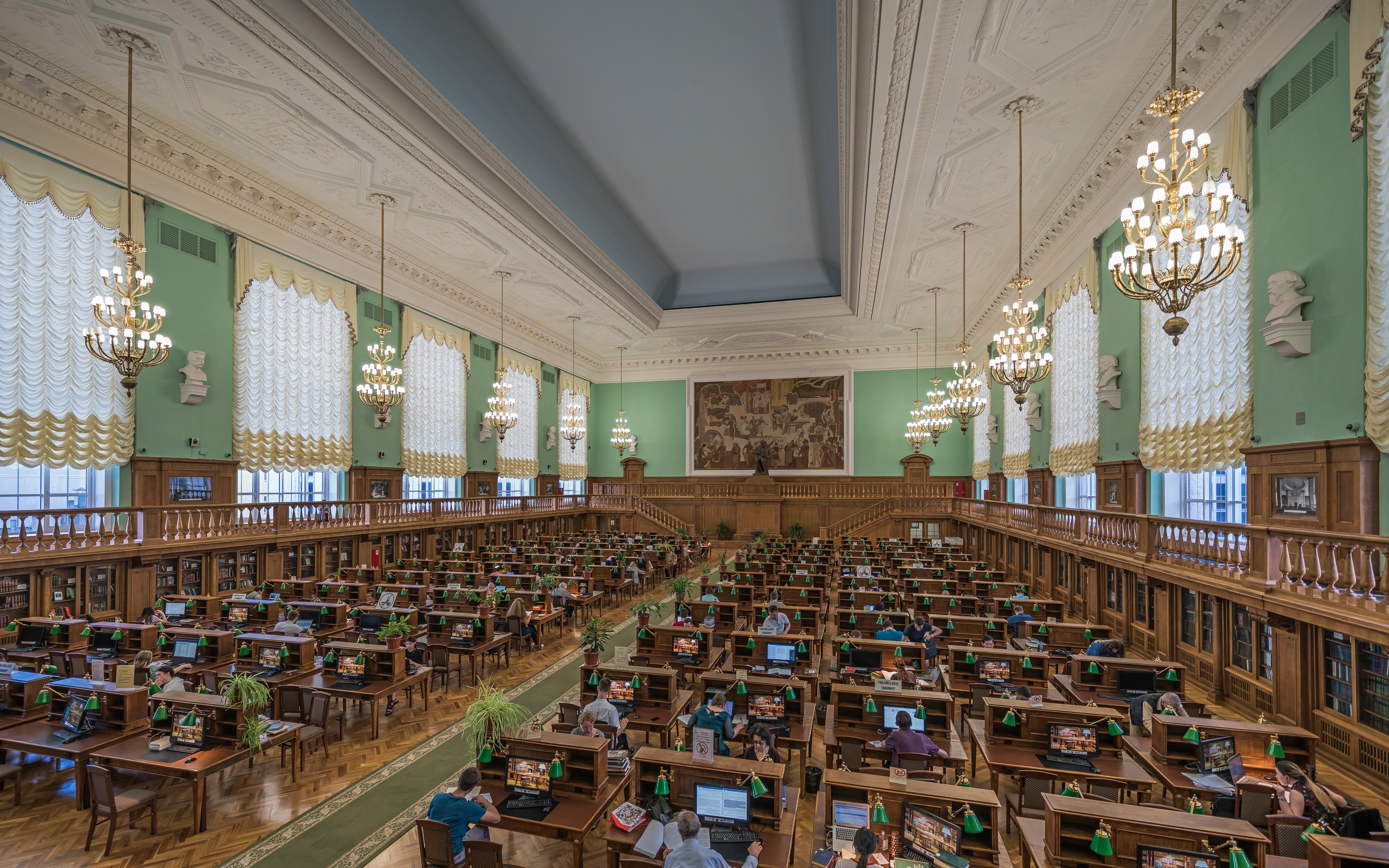
Читальный зал № 3

С преобразованием Библиотеки Государственного Румянцевского музея в Государственную библиотеку СССР им. В. И. Ленина огромное количество книжных поступлений и высокий статус, требовали нововведений. В первую очередь — расширения площадей. В 1926 году СНК СССР признал «существующее здание Ленинской библиотеки несоответствующим её работе и значению».
В 1927—1929 годах в три этапа прошёл конкурс на лучший проект. Предпочтение было отдано проекту архитекторов В. Г. Гельфрейха и В. А. Щуко, несмотря на то, что они не участвовали в конкурсе. Их работу оценил директор Библиотеки В. И. Невский.
В. И. Невский добился того, что власть приняла решение о необходимости строительства. Им же был заложен первый камень в фундамент нового здания. Пример советского варианта стиля ар-деко, оно вошло в литературу как эталон «сталинского ампира». Авторами были совмещены советский монументализм и неоклассические формы. Строение гармонично вписалось в архитектурное окружение — Кремль, Московский университет, Манеж, Дом Пашкова.
Здание щедро украшено. Между пилонами фасада расположены бронзовые барельефы с изображением учёных, философов, писателей: Архимеда, Коперника, Галлилея, И. Ньютона, М. В. Ломоносова, Ч. Дарвина, А. С. Пушкина, Н. В. Гоголя. Скульптурный фриз над главным портиком был выполнен в основном по рисункам академика архитектуры и театрального художника В. А. Щуко. В оформлении Библиотеки принимали участие М. Г. Манизер, Н. В. Крандиевская, В. И. Мухина, С. В. Евсеев, В. В. Лишев. Конференц-зал был спроектирован архитектором А. Ф. Хряковым.
Для облицовки колонн использовались полированные плиты из габбро. Для облицовки фасадов использовались известняк и торжественный чёрный гранит, для интерьеров — мрамор, бронза, дубовые стеновые панели. Строительство первой очереди комплекса продолжалось вплоть до 1941 г.
15 мая 1935 года в непосредственной близости от библиотеки была открыта одна из первых станций московского метро, получившая впоследствии название «Библиотека имени Ленина».
В 1957—1958 годах было завершено сооружение корпусов «А» и «Б». Строительство и освоение библиотечного комплекса, включающего в себя несколько корпусов, продлилось до 1960 года.
В 2003 году на крыше здания была установлена рекламная конструкция в виде логотипа компании «Уралсиб». В мае 2012 года конструкция, ставшая «одной из доминант облика исторического центра Москвы», была демонтирована.

### Основное книгохранилище
В конце 1930-х годов было построено 9-этажное книгохранилище общей площадью почти 85 000 м². Каждый этаж разделен на два яруса, между которыми проложена решётчатая сетка, позволяющая зданию выдерживать всю тяжесть миллионов книг. Позднее для размещения книг был приспособлен и технический этаж, благодаря чему число ярусов увеличилось до 19.
Освоение нового книгохранилища началось в 1941 году. Здание, рассчитанное на 20 млн единиц хранения, полностью достроено не было. Шла война, и вплотную встал вопрос эвакуации библиотечных фондов. Руководство Библиотеки обратилось к правительству с просьбой санкционировать досрочное перемещение книг из пожароопасного Дома Пашкова (множество деревянных перекрытий) в новое железобетонное здание. Разрешение было получено. Переезд длился 90 дней.
В 1997 году Министерство финансов России направило на реконструкцию РГБ инвестиционный кредит Франции в размере 10 млн $. Литературу из хранилища никуда не вывозили. Действовала поэтапная система. Книги перекладывались на другие ярусы, штабелировались и накрывались специальным пожарозащитным полотном. Как только работа на данном участке заканчивалась, они возвращались на место.
За несколько лет в здании книгохранилища произошли радикальные изменения: заменены силовое оборудование и электроосвещение; смонтированы и запущены приточные установки, холодильные установки и вытяжные агрегаты; внедрена современная система пожаротушения и проложена локальная компьютерная сеть. Работы осуществлялись без вывоза фондов.
В 1999 году на крыше здания была установлена рекламная конструкция в виде логотипа компании Samsung. 9 января 2013 года конструкция, ставшая «одной из доминант облика исторического центра Москвы», была демонтирована.

## Фонды библиотеки

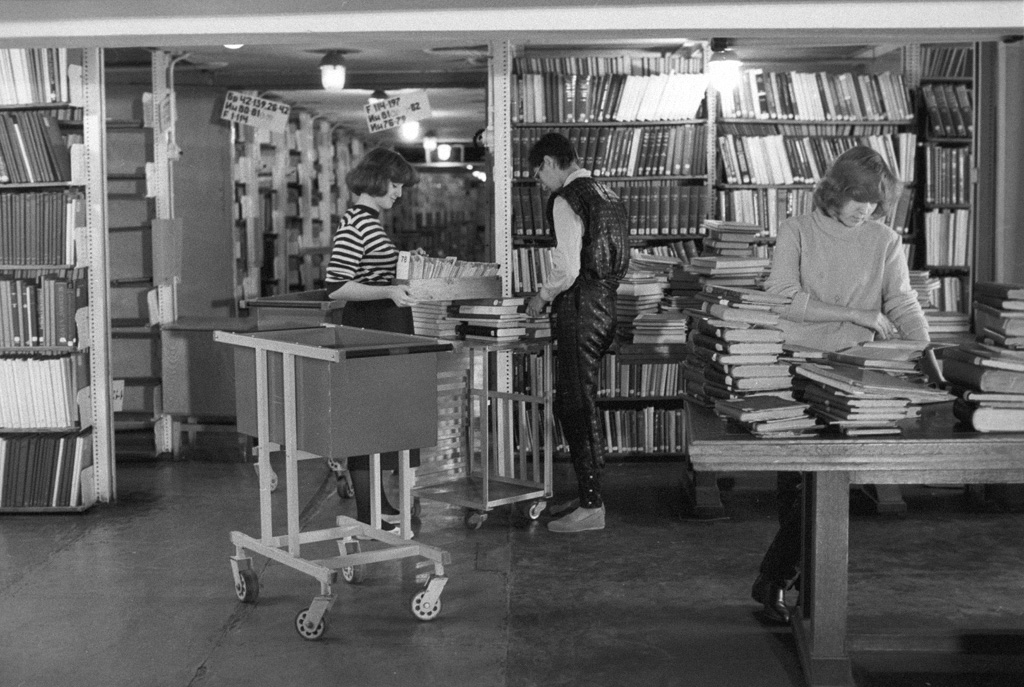
Один из ярусов книгохранилища в 1986 году

Фонд Российской государственной библиотеки берёт своё начало с коллекции Н. П. Румянцева, в составе которой было более 28 тысяч книг, 710 рукописей, более 1000 карт.
В «Положении о Московском публичном музеуме и Румянцевском музеуме» было записано, что директор обязан следить за тем, чтобы в Библиотеку Музеев попадала вся литература, изданная на территории Российской Империи. Так, с 1862 года в Библиотеку стал поступать обязательный экземпляр. 80 % фонда до 1917 года составляли поступления по обязательному экземпляру.
Дарения, пожертвования стали важнейшим источником пополнения фонда.
Через полтора года после основания Музеев фонд Библиотеки составлял 100 тысяч единиц хранения. А на 1 (13) января 1917 год в Библиотеке Румянцевского музея было 1 млн 200 тысяч единиц хранения.
На момент начала работы Межведомственной комиссии, возглавляемой Главлитом СССР, по пересмотру изданий и перестановке их из отделов специального хранения в открытые фонды в 1987 году фонд отдела специального хранения насчитывал около 27 тысяч отечественных книг, 250 тысяч иностранных книг, 572 тысячи номеров иностранных журналов, около 8,5 тыс. годовых комплектов иностранных газет.

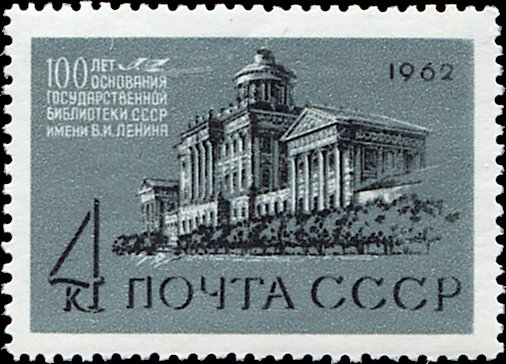
Почтовая марка СССР, 1962 год. 100 лет Государственной библиотеке СССР. Старое здание

На 1 января 2017 года объём фондов РГБ составлял 46,9 млн учётных единиц; в состав фондов входило 18,7 млн книг и брошюр, 13,3 млн номеров журналов, 739,6 тыс. годовых комплектов газет, 379,1 тыс. единиц нот, 154,8 тыс. карт, 1,3 млн единиц изографики, 1 млн единиц листовых текстовых изданий, 2,3 млн единиц специальных видов технических изданий, 1088,8 тыс. диссертаций, 605,6 тыс. единиц архивных и рукописных материалов, 11,5 тыс. неопубликованных материалов по культуре и искусству, 37,9 тыс. аудиовизуальных документов, 3,3 млн рулонов микрофильмов, 60,9 тыс. компакт-дисков, 1237,2 тыс. электронных документов.
В соответствии с Федеральным законом Российской Федерации от 29 декабря 1994 года № 77-ФЗ «Об обязательном экземпляре документов» Российская государственная библиотека получает обязательный печатный экземпляр всех тиражированных документов, изданных на территории Российской Федерации.

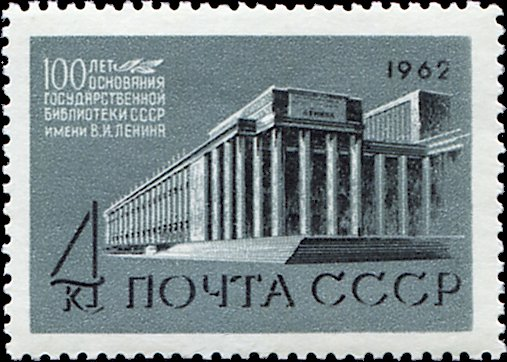
Почтовая марка СССР, 1962 год. 100 лет Государственной библиотеке СССР. Новое здание

Центральный основной фонд насчитывает более 29 млн единиц хранения: книг, журналов, продолжающихся изданий, документов для служебного пользования. Он является базовым собранием в подсистеме основных документных фондов РГБ. Фонд сформирован на основе коллекционного принципа. Особую ценность представляют более 200 частных книжных собраний отечественных деятелей науки, культуры, просвещения, выдающихся библиофилов и коллекционеров России.
Центральный справочно-библиографический фонд насчитывает более 300 тыс. единиц хранения. По содержанию входящих в него документов носит универсальный характер. Фонд содержит значительное собрание реферативных, библиографических и справочных изданий на русском языке, языках народов РФ и иностранных языках (за исключением восточных). В фонде широко представлены ретроспективные библиографические указатели, словари, энциклопедии, справочники, путеводители.
Центральный подсобный фонд комплектует и быстро предоставляет читателям в режиме открытого доступа наиболее востребованные печатные издания на русском языке, выпущенные центральными издательствами Москвы и Санкт-Петербурга. В фонде имеется крупное собрание научной, справочной и учебной литературы. Помимо книг в его состав входят журналы, брошюры, газеты.
Электронная библиотека РГБ представляет собой собрание электронных копий ценных и наиболее спрашиваемых изданий из фондов РГБ, из внешних источников и документы, изначально созданные в электронной форме. Объём фонда на начало 2013 года составляет около 900 тыс. документов и постоянно пополняется. В полном объёме ресурсы доступны в читальных залах РГБ. Доступ к документам предоставляется в соответствии с IV частью Гражданского кодекса Российской Федерации.
В составе электронной библиотеки РГБ представлены ресурсы открытого доступа, которые можно свободно прочесть в Интернет из любой точки земного шара, и ресурсы ограниченного доступа, которые можно прочесть лишь в стенах РГБ, из любого читального зала.
В России и странах СНГ работают около 600 Виртуальных читальных залов (ВЧЗ). Они находятся в национальных и областных библиотеках, а также в библиотеках ВУЗов и других учебных заведений. ВЧЗ дают возможность доступа и работы с документами РГБ, в том числе с ресурсами ограниченного доступа. Обеспечивает эту функцию программное обеспечение DefView — предшественник более современной сети электронных библиотек Vivaldi.

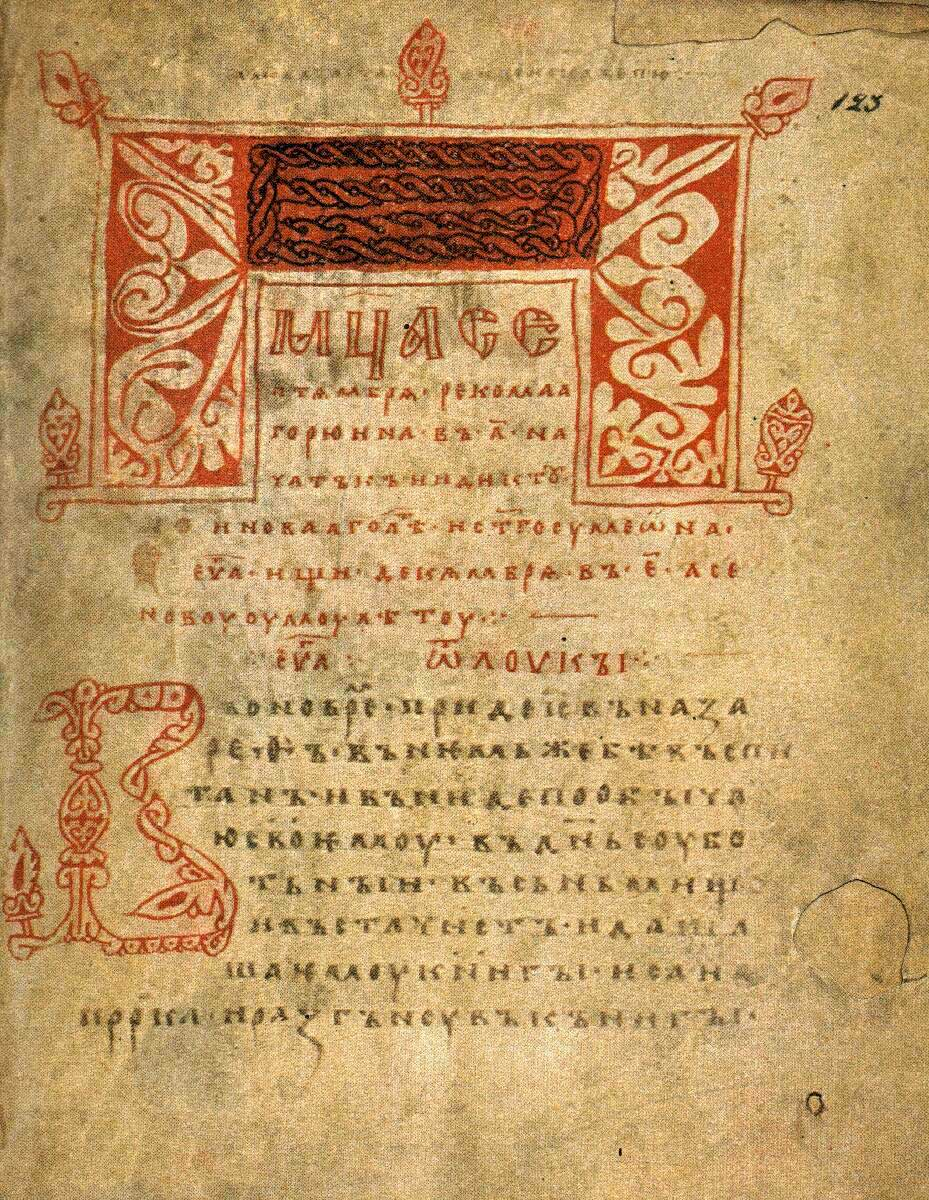
Страница из Архангельского Евангелия (1092 год)

Фонд рукописей представляет собой универсальное собрание письменных и графических рукописей на разных языках, включая древнерусский, древнегреческий, латынь. В нём собраны рукописные книги, архивные коллекции и фонды, личные (семейные, родовые) архивы. Документы, самые ранние из которых относятся к VI веку н. э., выполнены на бумаге, пергамене, других специфических материалах. В фонде представлены редчайшие рукописные книги: Архангельское Евангелие (1092), Евангелие Хитрово (конец XIV — начало XV в.) и др.

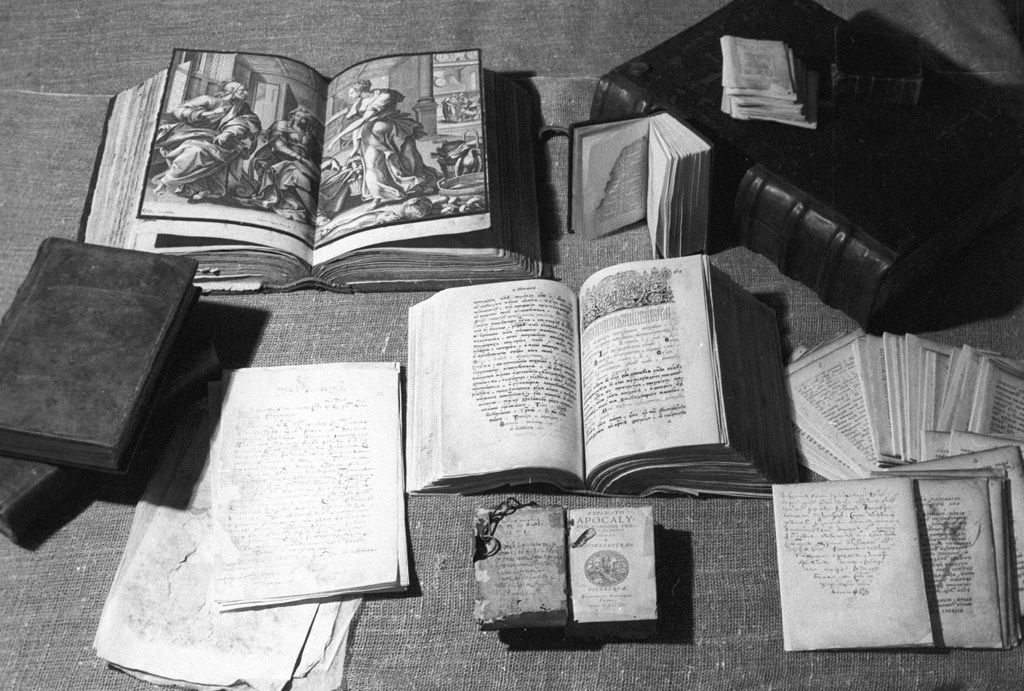
Старопечатные книги в зале реставрации (фото 1986 года)

Фонд редких и ценных изданий насчитывает более 300 тыс. единиц хранения. В его состав входят печатные издания на русском и на иностранных языках, соответствующие определённым социально-ценностным параметрам — уникальности, приоритетности, мемориальности, коллекционности. Фонд, по содержанию входящих в него документов, носит универсальный характер. В нём представлены печатные книги с середины XVI в., русские периодические издания, в том числе «Московские ведомости» (с 1756), издания славянских первопечатников Ш. Фиоля, Ф. Скорины, И. Фёдорова и П. Мстиславца, коллекции инкунабул и палеотипов, первые издания трудов Дж. Бруно, Данте, Р. Г. де Клавихо, Н. Коперника, архивы Н. В. Гоголя, И. С. Тургенева, А. П. Чехова, А. А. Блока, М. А. Булгакова и др.
Фонд диссертаций включает в себя отечественные докторские и кандидатские диссертации по всем отраслям знания, кроме медицины и фармации. В собрании содержатся авторские экземпляры диссертаций 1951—2010 годов, а также микроформы диссертаций, изготовленные взамен оригиналов 1940—1950-х годов. Фонд сохраняется как часть культурного наследия России.
Фонд газет, включающий более 670 тыс. единиц хранения, представляет собой одно из крупнейших собраний в России и на постсоветском пространстве. В него входят отечественные и зарубежные газеты, выходившие, начиная с XVIII века. Наиболее ценной частью фонда являются русские дореволюционные газеты и издания первых лет советской власти.
Фонд военной литературы насчитывает более 614 тысяч единиц хранения. В его состав входят печатные и электронные издания на русском и на иностранных языках. Представлены документы военного времени — фронтовые газеты, плакаты, листовки, тексты для которых сочиняли классики советской литературы И. Г. Эренбург, С. В. Михалков, С. Я. Маршак, М. В. Исаковский.
Фонд литературы на восточных языках (стран Азии и Африки) включает отечественные и наиболее значимые в научном и практическом отношении зарубежные издания на 224 языках, отражающие многообразие тем, жанров, видов полиграфического оформления. Наиболее полно в фонде представлены разделы общественно-политических и гуманитарных наук. В его состав входят книги, журналы, продолжающиеся издания, газеты, речевые звукозаписи.
Специализированный фонд текущих периодических изданий сформирован для быстрого обслуживания читателей текущими периодическими изданиями. Дублетные экземпляры отечественной периодики находятся в открытом доступе. В фонде содержатся отечественные и иностранные журналы, а также наиболее спрашиваемые центральные и московские газеты на русском языке. По истечении установленного срока журналы передаются на постоянное хранение в Центральный основной фонд.
Фонд изоизданий, насчитывающий около 1,5 млн экземпляров. В этом собрании представлены плакаты и эстампы, гравюры и лубки, репродукции и открытки, фотографии и графические материалы. Фонд предметно знакомит с личными коллекциями известных собирателей, включающими портреты, экслибрисы, произведения прикладной графики.

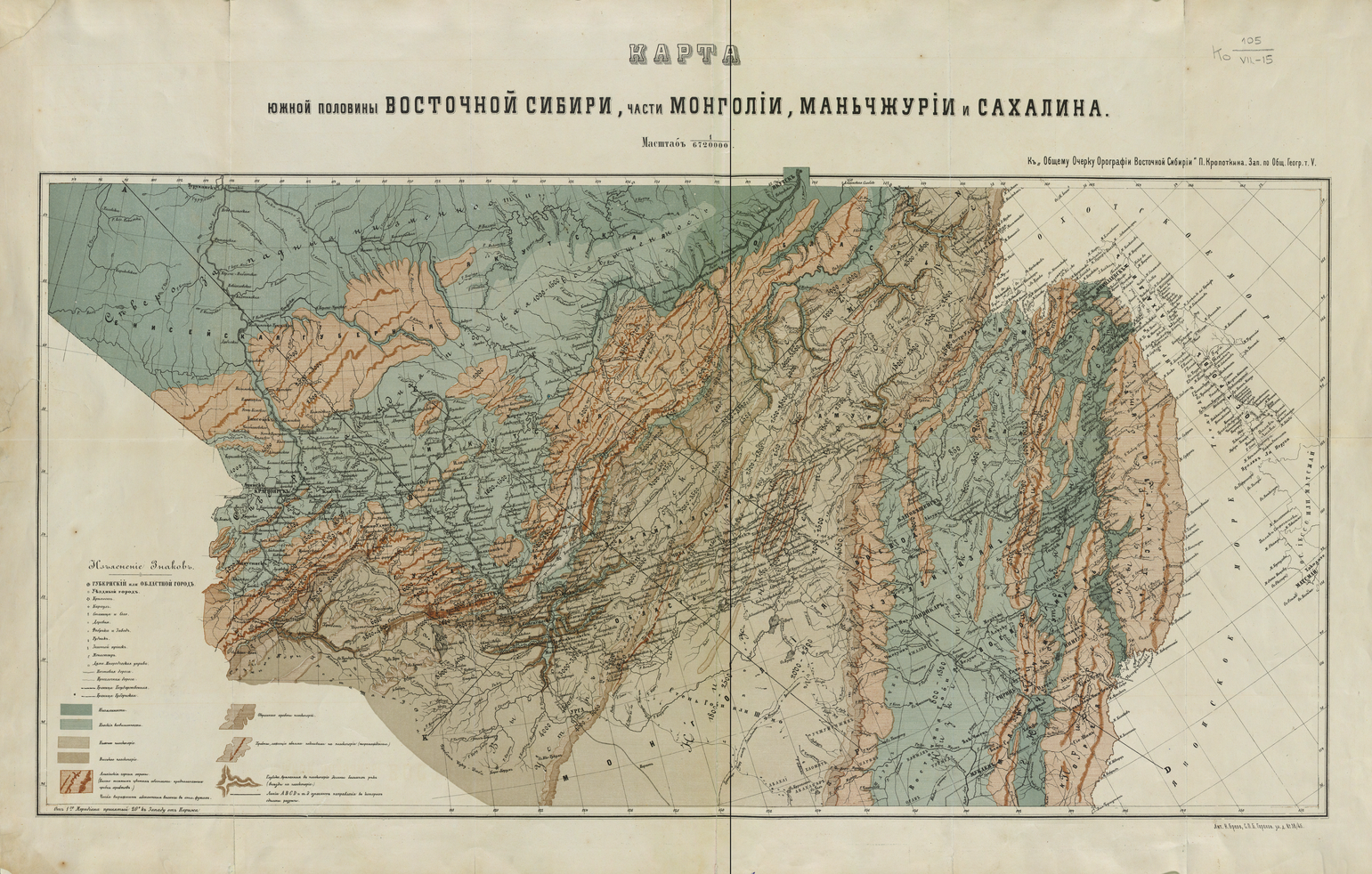
Карта Восточной Сибири, части Монголии, Маньчжурии и Сахалина (1875 год)

Фонд картографических изданий насчитывает около 250 тысяч единиц хранения. Это специализированное собрание, включающее атласы, карты, планы, картосхемы и глобусы, предоставляет материал по тематике, видам подобного рода изданий и формам представления картографической информации.
Фонд нотных изданий и звукозаписей (более 400 тысяч единиц хранения) является одним из крупнейших собраний, представляющих всё самое значительное в мировом репертуаре, начиная с XVI века. Нотный фонд располагает как оригинальными документами, так и копиями. В его состав также входят документы на электронных носителях. В фонде звукозаписей находятся шеллаковые и виниловые грампластинки, кассеты, магнитофонные ленты отечественных производителей, CD, DVD.
Фонд официальных и нормативных изданий является специализированным собранием официальных документов и публикаций международных организаций, органов государственной власти и управления Российской Федерации и отдельных зарубежных стран, официальных нормативно-производственных документов, изданий Росстата. Общий объём фонда превышает 2 млн единиц хранения, представленных в бумажной и электронной формах, а также на других микроносителях.
В фонде литературы русского зарубежья, насчитывающем более 700 тыс. единиц хранения, представлены произведения авторов всех волн эмиграции. Наиболее ценной его составляющей являются собрания газет, издававшихся на занятых Белой армией землях в Гражданскую войну, другие выходили в свет на оккупированных территориях СССР во время Великой Отечественной войны. В фонде хранятся труды деятелей отечественного правозащитного движения.
Фонд сетевых удалённых ресурсов насчитывает более 180 тыс. наименований. В его состав входят ресурсы других организаций, размещённые на удалённых серверах, к которым библиотека оформляет постоянный или временный доступ. По содержанию входящих в фонд документов он носит универсальный характер.
Фонд изданий на оптических компакт-дисках (CD и DVD) — одно из самых молодых собраний документов РГБ. Фонд насчитывает более 8 тысяч единиц хранения различного вида и назначения. Включает текстовые, звуковые и мультимедийные документы, являющиеся оригинальными изданиями или электронными аналогами печатных изданий. По содержанию входящих в него документов носит универсальный характер.
Фонд литературы по библиотековедению, библиографоведению и книговедению является крупнейшим в мире специализированным собранием такого рода изданий. Также в его состав входят языковые словари, энциклопедии и справочники общего характера, литература по смежным отраслям знания. 170 тысяч документов, располагаемых фондом, охватывают период с XVIII века по настоящее время. В отдельную коллекцию выделены издания Российской государственной библиотеки.
Фонд рабочих копий микроформ насчитывает около 3 млн единиц хранения. В его состав входят микроформы изданий на русском и иностранных языках. Частично представлены микроформы газет и диссертаций, а также изданий, не имеющих бумажных эквивалентов, но соответствующих таким параметрам, как ценность, уникальность, высокий спрос.
Фонд внутригосударственного книгообмена, входящий в подсистему обменных фондов РГБ, насчитывает более 60 тысяч единиц хранения. Это исключённые из основных фондов дублетные и непрофильные документы — книги, брошюры, периодические издания на русском и иностранных языках. Фонд предназначен для перераспределения путём дара, эквивалентного обмена и реализации.
Фонд неопубликованных документов и депонированных научных работ по культуре и искусству насчитывает более 15 тысяч единиц хранения. В его состав входят депонированные научные работы и неопубликованные документы — обзоры, рефераты, справки, библиографические списки, методические и методико-библиографические материалы, сценарии праздников и массовых представлений, материалы конференций и совещаний. Документы фонда имеют важное общеотраслевое значение.

## Библиотечное обслуживание
| Основные показатели развития РГБ    | 2012       | 2013       | 2014       | 2015       | 2016       | 2017       |
| ----------------------------------- | ---------- | ---------- | ---------- | ---------- | ---------- | ---------- |
| Объём фондов                        | 44,4 млн   | 45,1 млн   | 45,5 млн   | 46,7 млн   | 46,9 млн   | 47,1 млн   |
| Число мест в читальных залах        | 2250       | 1752       | 1732       | 1723       | 1748       | 1633       |
| Число обращений                     | 8,84 млн   | 10,6 млн   | 11,1 млн   | 10,14 млн  | 12,57 млн  | 16,7 млн   |
| Выдано документов из фондов РГБ     | 13,3 млн   | 7,1 млн    | 7,0 млн    | 12,5 млн   | 13,9 млн   | 14,0 млн   |
| Число абонентов МБА и ММБА          | 577        | 470        | 402        | 5898       | 8419       | 9830       |
| Выдано документов по МБА и ММБА     | 22,3 тыс.  | 11,1 тыс.  | 10,8 тыс.  | 12,2 тыс.  | 12,5 тыс.  | 6301       |
| Выполнено библиографических справок | 660,2 тыс. | 799,3 тыс. | 863,4 тыс. | 806,8 тыс. | 778,2 тыс. | 798,5 тыс. |

На 1 января 2017 года информационными ресурсами Библиотеки пользовались около 96,9 тыс. читателей, которым ежегодно выдавалось до 13,9 млн документов. Ежегодно РГБ посещают 12,6 млн российских и зарубежных пользователей. Их информационное обслуживание осуществляется в 36 читальных залах на 1748 мест (из них компьютеризированных — 368). Сайты библиотеки за 2016 год посетили 11,6 млн пользователей.

## Справочно-поисковый аппарат
Российская государственная библиотека имеет разветвлённую систему карточных каталогов и картотек.
Генеральный систематический каталог (ГСК) содержит систематизированную информацию о книгах и брошюрах универсальной тематики, изданных в XVI—XX века (до 1961 года). В локальной сети с пяти компьютеров в помещении ГСК доступна его электронная версия.
Центральная система каталогов (ЦСК) библиотеки предназначена для самостоятельной работы читателей при поиске информации о фондах РГБ. ЦСК включает следующие каталоги:
- алфавитный каталог книг и авторефератов на русском языке с XVIII века по 1979 год издания;
- алфавитный каталог книг на русском языке с 1980 по 2002 год издания;
- алфавитный каталог авторефератов диссертаций на русском языке с 1980 по 2002 год издания;
- алфавитный каталог книг на иностранных европейских языках с XVIII века по 1979 год издания;
- алфавитный каталог книг на иностранных европейских языках с 1980 по 2002 год издания, являющийся также сводным каталогом, отражающим информацию о фондах крупнейших библиотек России и некоторых зарубежных стран;
- сводный алфавитный каталог книг на иностранных европейских языках с 1940 по 1979 год издания, отражающий информацию о фондах крупнейших библиотек Российской Федерации (кроме фондов РГБ) и некоторых зарубежных стран;
- алфавитный каталог периодических и продолжающихся изданий на русском языке, отражающий информацию о фонде РГБ с XVIII века по 2009 год;
- алфавитный каталог периодических и продолжающихся изданий на иностранных европейских языках, отражающий информацию о фонде РГБ с XIX века по 2009 год;
- систематический каталог книг, отражающий информацию о книгах, изданных на русском и иностранных европейских языках с 1980 по 2012 год;
- систематический каталог книг, отражающий информацию об изданиях на языках народов Российской Федерации (кроме русского), белорусском, латышском, литовском, молдавском, украинском и эстонском языках.

Алфавитные и систематические каталоги специализированных отделов-фондодержателей отражают фонд РГБ по отдельным видам документов, носителям информации и тематике. Каталоги находятся в ведении специализированных отделов и расположены на территории соответствующих отделов.
Единый электронный каталог РГБ содержит библиографические записи на все виды документов, включая статьи, изданные на русском и других языках на различных носителях и в различные хронологические периоды.

## Научно-исследовательская деятельность
Российская государственная библиотека является научным центром в области библиотековедения, библиографоведения и книговедения. Учёными РГБ осуществляются такие проекты, как: «Память России», «Выявление, учёт и охрана книжных памятников Российской Федерации», «Координированное комплектование фондов российских библиотек документами „россики“», «Национальный фонд официальных документов».
Ведётся разработка теоретико-методологических основ библиотековедения, подготовка нормативно-правовых и методических документов в области библиотечного дела.
В научно-исследовательском отделе библиографии осуществляется создание библиографической продукции (указателей, обзоров, баз данных) национального, научно-вспомогательного, профессионально-производственного, рекомендательного характера, разрабатываются вопросы теории, истории, методологии, организации, технологии и методики библиографии.
В Библиотеке проводятся междисциплинарные исследования аспектов истории книжной культуры.
Ведётся исследовательская и практическая работа в области консервации и реставрации библиотечных документов, консервация библиотечных документов, обследования фондохранилищ, консультационная и методическая работа.
Библиотека располагает учебным центром послевузовского и дополнительного профессионального образования специалистов. Работает Диссертационный совет по присуждению учёной степени кандидата и доктора педагогических наук по специальности 05.25.03 — Библиотековедение, библиографоведение и книговедение.

## Издания библиотеки
Библиотека издаёт ряд научных специальных изданий:
- «Библиотека в эпоху перемен»[38], дайджест междисциплинарного характера. Печатает материалы о философских, культурологических, информационных аспектах библиотечного дела, а также влияющих на него процессах глобального характера.
- «Библиотековедение»[39], научно-практический журнал о библиотечном деле в пространстве информационной культуры. Основан в 1952 году под названием «Библиотеки СССР. Опыт работы». С 1967 года журнал носил название «Библиотеки СССР», в 1973 году преобразован в периодическое издание «Советское библиотековедение», с 1993 года носит современное название. Журнал адресован библиотечным и информационным работникам, библиотековедам, книговедам, преподавателям, аспирантам, студентам вузов и колледжей культуры и искусств, университетов, библиофилам и пр.
- «Библиотечное дело — XXI век»[40], научно-практический сборник, приложение к журналу «Библиотековедение». Содержит в основном материалы прикладного характера о работе библиотек в России и за рубежом, аналитические материалы по актуальным вопросам библиотечного дела, знакомит с новыми информационными ресурсами.
- «Вестник Библиотечной Ассамблеи Евразии»[41], научно-практический журнал БАЕ и Российской государственной библиотеки. Основан в 1993 году под названием «Информационный бюллетень Библиотечной Ассамблеи Евразии», с 2000 года издаётся под современным названием. Печатает материалы о межкультурных и межбиблиотечных связях стран СНГ, библиотеках в поликультурной сфере, отношениях Евразийства и культур мира, национальных библиотеках, информатизации библиотек, библиотечной науке и практике и др.
- «Восточная коллекция»[42], ежеквартальный научно-популярный иллюстрированный журнал. Издаётся с 1999 года. Печатает культурологические, исторические и религиоведческие статьи и эссе, архивные документы, очерки путешественников, обзоры интернет-ресурсов, представляет коллекции музеев, книжные собрания и отдельные издания, в том числе из фондов РГБ.
- «Книга в пространстве культуры»[43], научно-практический сборник, ежегодное приложение к журналу «Библиотековедение». Содержит материалы по истории книжной культуры, искусству книги, о библиотеках, библиофилах и коллекционерах, книжных собраниях, о современных проблемах книгоиздания и др.
- «Медиатека и мир»[44], совместный проект Российской государственной библиотеки, посольства Франции в России, Медиатеки Французского культурного центра в Москве, журналов «Библиотековедение» и «Бюетен де Библиотек де Франс»[фр.], посвящённый внедрению в практику библиотек новых информационно-коммуникационных технологий, обеспечению доступа к информации всех слоёв населения двух стран, особенностям информационно-коммуникационных технологий на этапе построения информационного общества.
- «Новости Международной федерации библиотечных ассоциаций и учреждений»[45], научно-практическое издание, посвящённое деятельности ИФЛА.
- «Обсерватория культуры»[46], научный информационно-аналитический журнал о культурной жизни в России и мире.
- «Охрана культурного наследия: проблемы и решения. Материалы ИКОМОС»[47], научно-информационный сборник, издаваемый совместно с Российским Комитетом ИКОМОС и Кафедрой ЮНЕСКО по сохранению градостроительных и архитектурных памятников.

## Международное сотрудничество
Российская государственная библиотека является членом многих международных и российских библиотечных объединений. Библиотека осуществляет книгообменные связи с 130 партнёрами в 54 странах мира, ежегодно проводит международные конференции, симпозиумы, совещания по актуальным вопросам развития деятельности библиотек в современном мире, информационной деятельности научных библиотек и информационных центров.
С 1956 года Библиотека является депозитарной библиотекой публикаций ЮНЕСКО. С 1982 года участвует в Международной ассоциации музыкальных библиотек, архивов и документальных центров. В 1992 году РГБ стала одним из соучредителей Библиотечной ассамблеи Евразии и стала её штаб-квартирой. В 1996 году утверждено соглашение о партнёрстве и сотрудничестве между РГБ и Российской национальной библиотекой (РНБ). Тогда же состоялось первое заседание Совета сотрудничества. С того же года Библиотека участвует в работе Конференции европейских национальных библиотек. С 1 декабря 1997 года библиотека является членом Международной федерации библиотечных ассоциаций и учреждений.
В 2006 году решением Совета глав правительств СНГ библиотеке присвоен статус базовой организации государств — участников СНГ по сотрудничеству в области библиотечного дела. 1 сентября 2009 года РГБ, РНБ и Президентская библиотека имени Б. Н. Ельцина подписали Меморандум о сотрудничестве.

## Награды
- Орден Ленина (29 марта 1945) — за выдающиеся заслуги в деле собирания и хранения книжных фондов и обслуживания книгой широких масс населения.
- Орден Георгия Димитрова (1973).
- В 2008 году коллективу Российской государственной библиотеки присуждена медаль «Символ Науки».
- Благодарность Президента Российской Федерации (21 апреля 2022) — за вклад в подготовку и проведение мероприятий, посвящённых 200-летию со дня рождения Ф.М.Достоевского[49].
- Благодарность Президента Российской Федерации (28 декабря 2009) — за большой вклад в восстановление и сохранение уникальных изданий отечественной истории и культуры[50].
- Благодарность Президента Российской Федерации (13 ноября 2003) — за большой вклад в развитие культуры и в связи со 175-летием со дня основания[51].
- Благодарность Министра культуры Российской Федерации (1 октября 2003 года) — за большой вклад в развитие библиотечного дела России и в связи с 175-летием со дня основания[52].
- Благодарность Министра культуры и массовых коммуникаций Российской Федерации (24 января 2006 года) — за подготовку и организацию выставки «240 лет Вольному экономическому обществу России»[53].